# Pics de Combeynot
Les pics de Combeynot sont un ensemble de sommets du massif des Écrins, dans les Hautes-Alpes. Ils se trouvent aux sources de la Guisane, au-dessus du col du Lautaret et face au col du Galibier qui se trouvent au nord, entre Villar-d'Arêne dans l'Oisans au nord-ouest et le Monêtier-les-Bains dans la vallée de la Guisane au sud-est.

## Géographie
Les pics de Combeynot comprennent :
- le pic Ouest de Combeynot, 3 155 m ;
- le pic Est de Combeynot, 3 145 m ;
- le pic Noir de Combeynot, 3 112 m ;
- le pic du Lac de Combeynot, 3 088 m ;
- la pointe de l'Étendard, 2 981 m ;
- la pyramide de Laurichard, 2 772 m.

Ces sommets, à l'exception de la pyramide de Laurichard, forment un cirque naturel ouvert vers l'est dans lequel se trouve le lac de Combeynot à 2 555 mètres d'altitude. C'est l'un des rares lacs de régime polaire (dégel deux à trois mois par an) des Alpes. La Guisane, affluent de la Durance, prend sa source au col du Lautaret, sur le versant nord des pics de Combeynot, et baigne son flanc nord et est ; son flanc sud est baigné par le petit Tabuc descendant du col d'Arsine et son flanc ouest est baigné par le rif de la Planche et la Romanche.
La petite route empierrée qui part du col du Lautaret mène au grand cône d'éboulis descendant du Combeynot. Dans ce cône, le randonneur peut observer tous les faciès qui constituent le massif du Combeynot. Celui-ci est essentiellement formé par un batholite hercynien constitué d'un granite clair, à grain grossier, à feldspaths potassiques rosés, chlorite et quartz amassé en glomérules. Il possède des faciès de bordure à tendance microgranitique (phénomène de paroi froide). Le glacier rocheux de Laurichard est situé en face nord de cet ensemble.

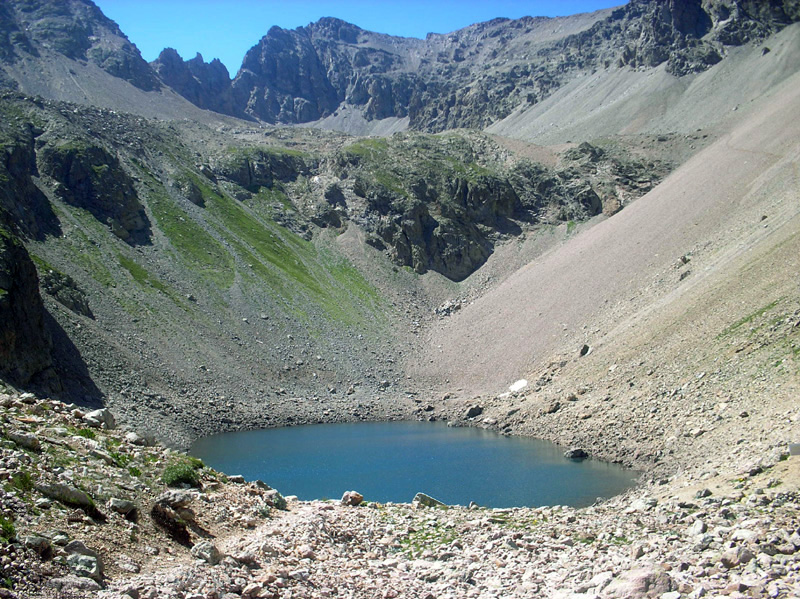
Lac de Combeynot
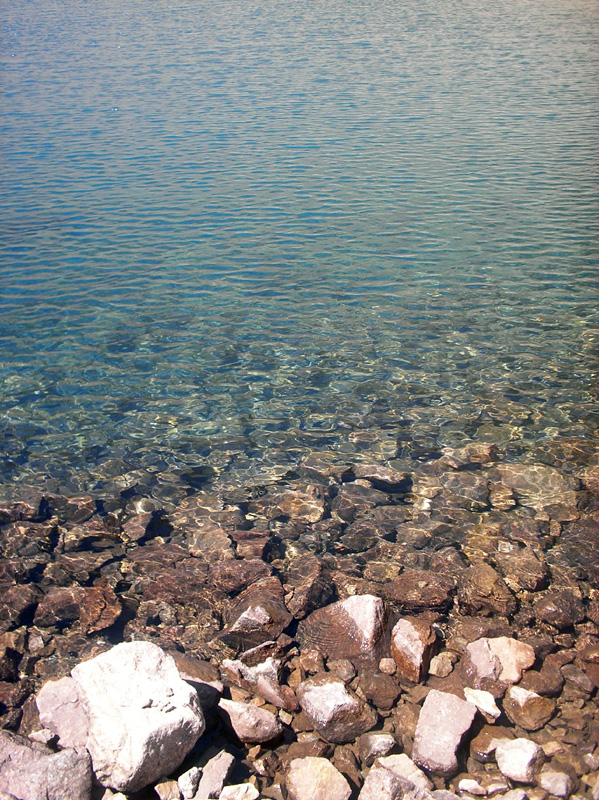
L'eau du lac de Combeynot
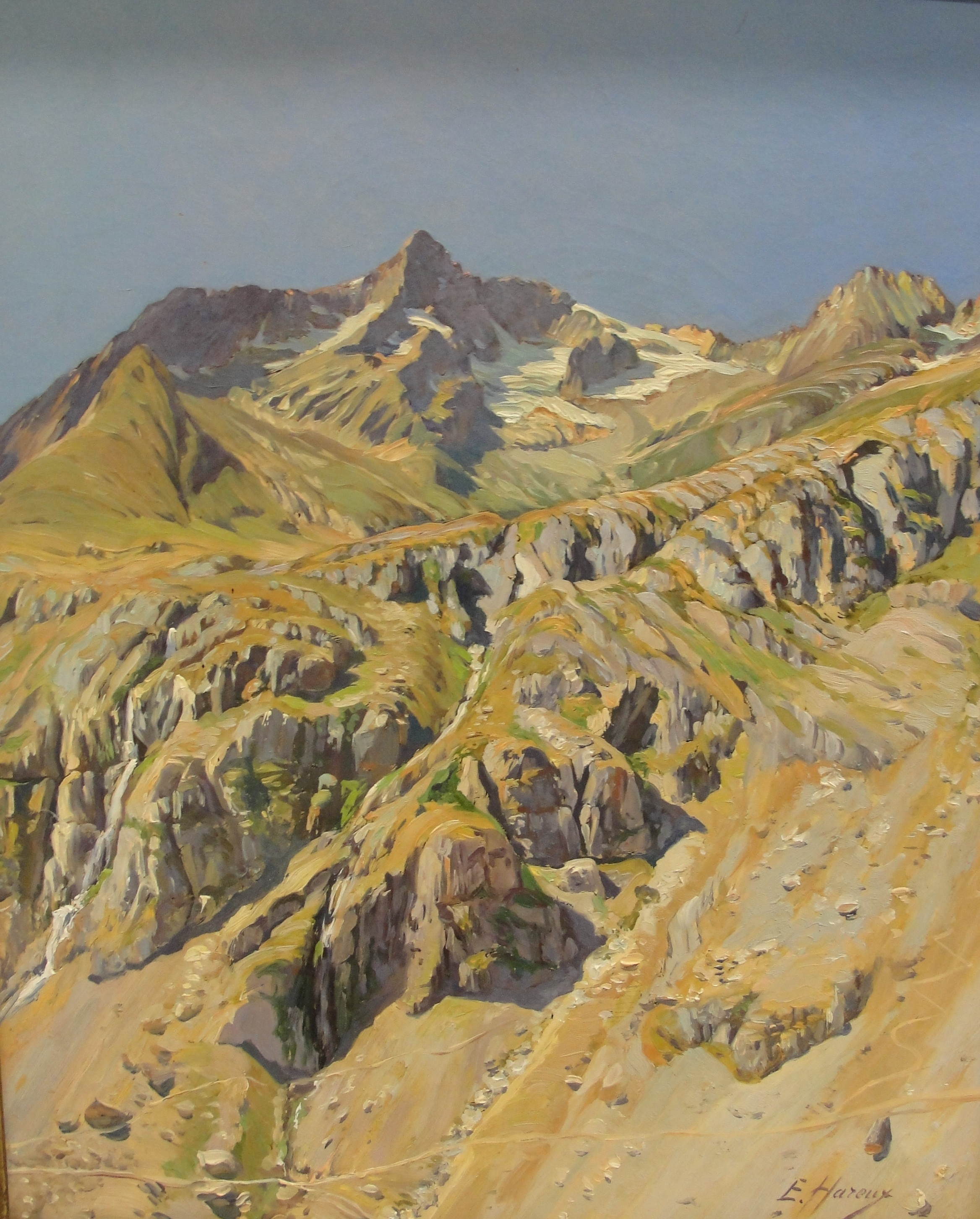
Ernest Victor Hareux, Vue sur le Pic du Combeynot, massif des Ecrins
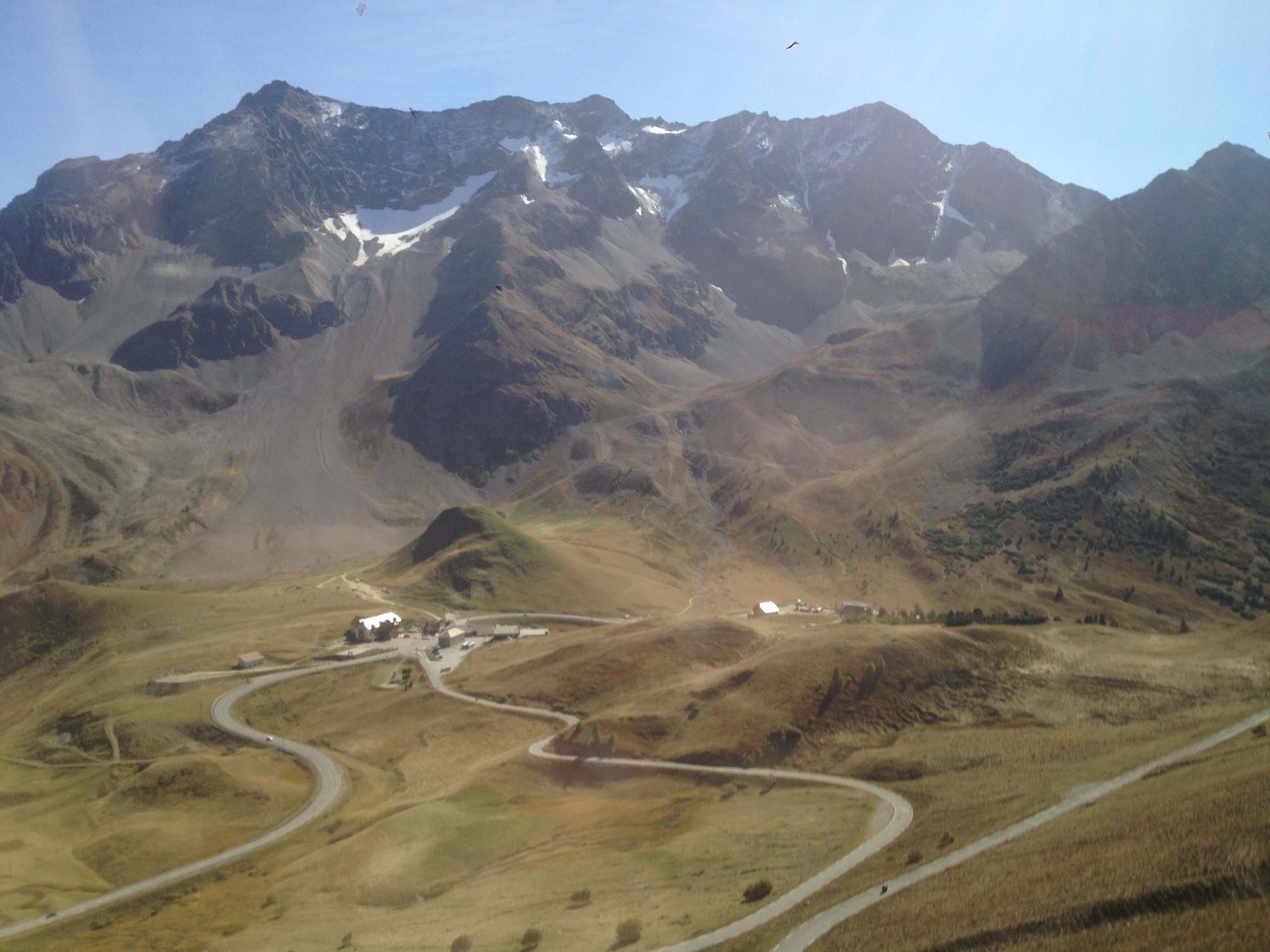
En arrière-plan du col du Lautaret, le grand cône d'éboulis descendant du Combeynot.

## Activités

### Randonnée pédestre

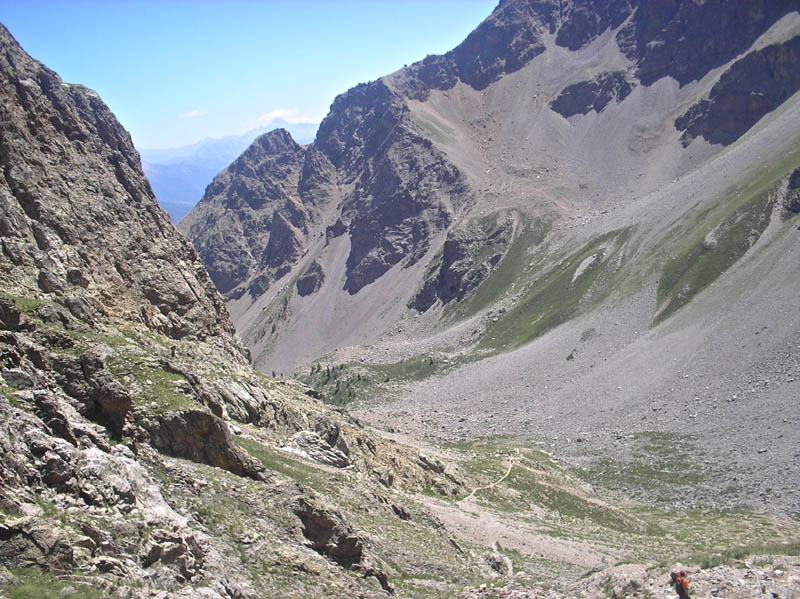
Passage escarpé dans la randonnée partant du hameau des Boussardes (Le Monêtier-les-Bains) et arrivant au lac de Combeynot ; se trouve juste avant le lac.

En été, on peut accéder au lac de Combeynot à pied en partant du hameau des Boussardes (à 1 660 mètres d'altitude, sur la commune du Monêtier-les-Bains). Assez facile, la randonnée réclame 6 h de marche aller-retour mais comporte un passage terminal assez escarpé. Un départ matinal peut permettre d'apercevoir des chamois descendus brouter à la lisière de la forêt.
Le tour du Combeynot est une classique de la randonnée dont le départ se fait du col du Lautaret. Après un contournement de la pyramide de Laurichard par le sentier des crevasses surplombant Villar-d'Arêne et offrant un panorama splendide sur les glaciers de la Meije, le randonneur traverse les prés de l'alpe du Villard puis monte jusqu'au col d'Arsine avant de redescendre sur le lac de la Douche et le village du Casset en suivant le vallon du Tabuc du Casset. Un séjour au refuge de l'alpe du Villard permet de préparer des randonnées vers les sources de la Romanche, le col du Clos des Cavales ou encore le glacier de la Plate des Agneaux.

### Ski de randonnée
Les pics de Combeynot sont un lieu privilégié des randonneurs à ski. Les itinéraires sur son versant nord ont l'avantage d'avoir un accès élevé garantissant un bon enneigement, d'être courts (environ 1 100 mètres de dénivelé) et raides (niveau général : Difficile).

Les principaux itinéraires à ski de randonnée en face nord est et nord ouest des pics de Combeynot.

### Protection environnementale
La quasi-intégralité du massif est incluse dans le parc national des Écrins, à l'exception de l'arête descendant de la pyramide de Laurichard en direction d'Arsine au nord-ouest.
L'ubac du massif abrite entre 1974 et 2019 la réserve naturelle nationale des Pics du Combeynot, une réserve naturelle nationale créée pour permettre l'exploitation raisonnée du petit domaine skiable proche du col du Lautaret et déclassée et intégrée au parc national après le démontage des remontées mécaniques.